# Ангел-хранитель (фильм, 2014)
Ангел-хранитель (фр. L'Ange Gardien) — квебекский фильм-нуар, который поставил режиссёр Жан-Себастьян Лорд в 2014 году.

## Сюжет
Норман — бывший полицейский, покинувший службу после нервного срыва из-за семейной трагедии, однако сохраняющий хорошие отношения с бывшими коллегами. Теперь он работает ночным охранником в офисном небоскрёбе. Однажды вечером он застаёт за воровством пару молодых людей, Натали и Гилена, и преследует их, но те скрываются.
Через какое-то время, к его немалому удивлению, Натали начинает навещать его в здании по ночам, очевидно, в поисках убежища; при этом по непонятным причинам она упорствует в нежелании возвращаться в семью, где её ждёт маленькая дочь.

## В ролях
- Ги Надон — Норман, охранник
- Марилин Кастонге — Натали, воровка
- Патрик Ивон — Гилен, вор
- Вероник Ле Флаге — Моник, жена Нормана
- Фредерик Пьер — Карл
- Шанти Корбей-Говро — Корали, дочь Натали и Гилена
- Себастьян Болак — портье